# The Bourne Identity
The Bourne Identity er en amerikansk spionfilm fra 2002 instrueret af Doug Liman og løst baseret på Robert Ludlums romanaf samme navn. Filmen er en den første i Bourne-serien, og har Matt Damon i hovedrollen som agenten Jason Bourne med hukommelsestab. Filmen blev efterfulgt i 2004 af The Bourne Supremacy.

## Medvirkende
- Matt Damon
- Franka Potente
- Chris Cooper
- Brian Cox
- Clive Owen
- Adewale Akinnuoye-Agbaje
- Gabriel Mann
- Julia Stiles
- Nicky Naude
- Russell Levy

## Ekstern henvisning
- The Bourne Identity på Internet Movie Database (engelsk)
- The Bourne Identity på Filmdatabasen
- The Bourne Identity på Scope
- The Bourne Identity i Svensk Filmdatabas (svensk)
- The Bourne Identity på AlloCiné (fransk)
- The Bourne Identity på MovieMeter (nederlandsk)
- The Bourne Identity på AllMovie (engelsk)
- The Bourne Identity hos American Film Institute (engelsk)
- The Bourne Identitys profil hos Encyclopædia Britannica Online (engelsk)
- The Bourne Identity på Turner Classic Movies (engelsk)